# Инадзава
Инадза́ва (яп. 稲沢市 Инадзава-си) — город в Японии, расположенный в северо-западной части префектуры Айти. Основан 1 ноября 1958 года путём предоставления посёлку Инадзава статуса города. 1 апреля 2005 года город поглотил посёлки Хэйва и Собуэ. В 1990-е гг. ускорились урабанизационные процессы в связи с уменьшением роли аграрного сектора. Город является сельскохозяйственным пригородом Нагои, который занимается выращиванием садовых растений и саженцев.
Площадь города составляет 79,30 км², население — 136 797 человек (1 июня 2014), плотность населения — 1725,06 чел./км².